# Pátzcuaro
Pátzcuaro (en purépecha P'askwarhu /Pʰáskʷaɽo/) és una ciutat de l'estat mexicà de Michoacán. En l'antiguitat era la terra dels indígenes que es nominaven a si mateixos purépechas, també coneguts com a tarascos. Pátzcuaro es troba categoritzat per la Secretaria de Turisme com un dels Pobles Màgics. És capçalera del municipi del mateix nom.